# Куп Србије у фудбалу 2011/12.
Куп Србије у фудбалу 2011/12. одржава се у организацији Фудбалског савеза Србије.

## Пропозиције такмичења
Пропозицијама завршног дела такмичења за Куп Србије у фудбалу 2011/12. донетих од стране Извршног одбора Фудбалског савеза Србије 15. јула 2009. године предвиђено је да у завршном делу такмичења учествују:
- 16 (шеснаест) клубова Суперлиге Србије,
- 18 (осамнаест) клубова Прве лиге,
- 5 (пет) клубова победника такмичења за Фудбалски куп Србије организованих у оквиру Фудбалских савеза покрајина, региона и ФС Београда.

У завршно такмичење укључују се и клубови који су у завршеном такмичењу за 2010/11. годину испали у нижи степен такмичења - Прву лигу и одговарајуће Српске лиге. На основу ових критеријума у завршно такмичење пласирало се 39 клубова, па је потребно да се одигра 7 утакмица предтакмичења да би се такмичење свело на 32 клуба учесника шеснаестине финала.

### Календар такмичења
- Претколо: 31. август 2011.
- Шеснаетина финала: 21. септембар 2011.
- Осмина финала: 26. октобар 2011.
- Четвртфинале: 23. новембар 2011.
- Полуфинале: 21. март 2012. (I утак.), 11. април 2012. (II утак.)
- Финале: 16. мај 2012.

## Претколо
У претколу одиграном 31. августа 2011. године су се састали победници куп такмичења по регионима и 9 најслабије пласираних екипа из прошле сезоне у Првој лиги Србије. Игра се једна утакмица код првоименоване екипе. У случају нерешеног резултата после регуларног тока утакмице, одмах се изводе једанаестерци. Резултати постигнути након извођења једанаестераца приказани су у загради.
| Утак. | Клуб, Место                | Резултат  | Клуб, Место             |
| ----- | -------------------------- | --------- | ----------------------- |
| 1.    | Трепча, Косовска Митровица | 0:1       | Колубара, Лазаревац     |
| 2.    | Шумадија, Јагњило          | 1:0       | Земун, Београд          |
| 3.    | Раднички, Ниш              | 4:0       | Динамо, Врање           |
| 4.    | Доњи Срем, Пећинци         | 4:0       | Раднички, Шид           |
| 5.    | Мачва, Шабац               | 0:0 (1:3) | Срем, Сремска Митровица |
| 6.    | Млади радник, Пожаревац    | 0:2       | Телеоптик, Београд      |
| 7.    | Бежанија, Београд          | 0:0 (4:5) | Нови Сад, Нови Сад      |

## Шеснаестина финала
Жреб парова шеснаестине финала Купа Србије у сезони 2011/12. обављен је 9. септембра 2011. у просторијама Спортског центра Фудбалског савеза Србије, у Старој Пазови.
Сви мечеви одиграни су 21. септембра 2011, осим утакмица Металац - Срем (20. септембар) и Синђелић - Јагодина (27. септембар). Према пропозицијама такмичења, уколико се утакмица заврши нерешеним резултатом, одмах ће се изводити једанаестерци. Резултати постигнути након извођења једанаестераца приказани су у загради.
| Утак. | Клуб, Место                | Резултат  | Клуб, Место                     |
| ----- | -------------------------- | --------- | ------------------------------- |
| 1.    | Металац, Горњи Милановац   | 3:0       | Срем, Сремска Митровица         |
| 2.    | Раднички 1923, Крагујевац  | 0:0 (4:2) | Рад, Београд                    |
| 3.    | Напредак, Крушевац         | 0:2       | Спартак Златибор вода, Суботица |
| 4.    | Доњи Срем, Пећинци         | 0:1       | Војводина, Нови Сад             |
| 5.    | Хајдук, Кула               | 0:1       | Колубара, Лазаревац             |
| 6.    | Банат, Зрењанин            | 2:0       | БСК Борча, Београд              |
| 7.    | Младост, Лучани            | 1:2       | Црвена звезда, Београд          |
| 8.    | Слобода, Ужице             | 1:1 (4:2) | Телеоптик, Београд              |
| 9.    | Нови Пазар, Нови Пазар     | 0:3       | Партизан, Београд               |
| 10.   | Раднички, Ниш              | 0:1       | ОФК Београд, Београд            |
| 11.   | Борац, Чачак               | 4:1       | Раднички, Сомбор                |
| 12.   | Шумадија, Јагњило          | 2:2 (5:6) | Инђија, Инђија                  |
| 13.   | Смедерево, Смедерево       | 1:0       | БАСК, Београд                   |
| 14.   | Чукарички Станком, Београд | 0:0 (3:5) | Пролетер, Нови Сад              |
| 15.   | Јавор, Ивањица             | 1:0       | Нови Сад, Нови Сад              |
| 16.   | Синђелић, Ниш              | 1:2       | Јагодина, Јагодина              |

## Осмина финала
Жреб парова осмине финала Купа Србије у сезони 2011/12. обављен је 29. септембра 2011. у просторијама спонзора ФСС „Агробанке“.
Сви мечеви одиграни су 26. октобра 2011, осим утакмице Црвена звезда - Банат која је одиграна 25. октобра. Према пропозицијама такмичења, уколико се утакмица заврши нерешеним резултатом, одмах ће се изводити једанаестерци. Резултати постигнути након извођења једанаестераца приказани су у загради.
| Утак. | Клуб, Место                     | Резултат  | Клуб, Место               |
| ----- | ------------------------------- | --------- | ------------------------- |
| 1     | Црвена звезда, Београд          | 1:0       | Банат, Зрењанин           |
| 2.    | Спартак Златибор вода, Суботица | 1:1 (5:4) | Раднички 1923, Крагујевац |
| 3.    | ОФК Београд, Београд            | 5:0       | Колубара, Лазаревац       |
| 4.    | Инђија, Инђија                  | 1:2       | Војводина, Нови Сад       |
| 5.    | Слобода, Ужице                  | 1:1 (2:4) | Смедерево, Смедерево      |
| 6.    | Пролетер, Нови Сад              | 0:0 (1:4) | Борац, Чачак              |
| 7.    | Јагодина, Јагодина              | 1:1 (2:4) | Јавор, Ивањица            |
| 8.    | Партизан, Београд               | 3:1       | Металац, Горњи Милановац  |

## Четвртфинале
Жреб парова четвртине финала Купа Србије у сезони 2011/12. обављен је 2. новембра 2011. у београдском хотелу „Балкан“.
Сви мечеви одиграни су 23. новембра 2011. Према пропозицијама такмичења, уколико се утакмица заврши нерешеним резултатом, одмах ће се изводити једанаестерци. Резултати постигнути након извођења једанаестераца приказани су у загради.
| Утак. | Клуб, Место            | Резултат  | Клуб, Место                     |
| ----- | ---------------------- | --------- | ------------------------------- |
| 1     | Војводина, Нови Сад    | 1:0       | Јавор, Ивањица                  |
| 2.    | ОФК Београд, Београд   | 0:2       | Партизан, Београд               |
| 3.    | Црвена звезда, Београд | 4:0       | Смедерево, Смедерево            |
| 4.    | Борац, Чачак           | 0:0 (4:2) | Спартак Златибор вода, Суботица |

## Полуфинале

### Прва утакмица
| Борац Чачак | 0 : 0    | Војводина |
| ----------- | -------- | --------- |
|             | Извештај |           |

| Црвена звезда                | 2 : 0    | Партизан |
| ---------------------------- | -------- | -------- |
| Милуновић 19’ · Касалица 76’ | Извештај |          |

### Друга утакмица
| Војводина | 0 : 1    | Борац Чачак  |
| --------- | -------- | ------------ |
|           | Извештај | Кнежевић 65’ |

| Партизан | 0 : 2    | Црвена звезда           |
| -------- | -------- | ----------------------- |
|          | Извештај | Лазовић 63’ · Борха 81’ |

## Финале
Првобитно је финале требало да буде играно на стадиону Карађорђе у Новом Саду, али је ФК Војводина ипак касније одустала од организације. Једини захтев за организацију финала је стигао из Крушевца, па је ФСС на крају и донео одлуку да се финални меч Купа Србије игра на стадиону Младост у Крушевцу.
| Црвена звезда           | 2 : 0 | Борац Чачак |
| ----------------------- | ----- | ----------- |
| Евандро 40’ · Борха 85’ |       |             |

| Победник Купа Србије у фудбалу 2011/12. |
| --------------------------------------- |
| ФК Црвена звезда 3. титула              |